# Dendrobium stella-silvae
Dendrobium stella-silvae är en orkidéart som först beskrevs av August Loher och Friedrich Fritz Wilhelm Ludwig Kraenzlin, och fick sitt nu gällande namn av Oakes Ames. Dendrobium stella-silvae ingår i släktet Dendrobium, och familjen orkidéer. Inga underarter finns listade i Catalogue of Life.